# 崔季子
崔季子（?—?），中国西周時齐国大夫。
崔季子原是国君齊丁公的長子，齊太公的孙子。季子友愛，把君位讓给兄弟齐乙公，逃到崔（今山東省章丘市西北）作为采邑，於此終老，遂為崔氏。
汉代濟南郡東朝陽縣西北有崔氏城（今山東省章丘市西北）。季子之子为崔穆伯，穆伯之子为崔沃，崔沃之子为崔野，崔野八世孫崔夭之子为崔杼，崔杼為齊正卿。